# Chaetocercus
Chaetocercus é um gênero de aves apodiformes pertencente à família dos troquilídeos, que inclui os beija-flores. O gênero possui seis espécies reconhecidas, anteriormente classificadas dentro de Acestrura, introduzido pelo naturalista John Gould, atualmente considerado um sinônimo deste mesmo. As espécies representantes do gênero são, vernaculamente, denominadas como estrelinhas, não possuindo nomes comuns em português europeu, onde são conhecidos por colibris. Estes beija-flores possuem ampla distribuição geográfica desde o norte e oeste da América do Sul, frequentemente encontrado nas florestas nubladas e tropicais úmidas, assim como nos páramos.
Embora, atualmente, a grande maioria das espécies seja comum em toda a sua distribuição, com quatro de suas espécies estando dentro da categoria de "espécie pouco preocupante", as outras duas espécies: a estrelinha-de-esmeraldas (Chaetocercus berlespchi) e a estrelinha-de-barriga-branca (C. mulsant), são classificadas pela Lista Vermelha da UICN como uma "espécie quase ameaçada" e uma "espécie vulnerável", respectivamente, com ambas apresentando tendências populacionais decrescentes. Suas outras espécies se mostraram muito estáveis ecologicamente.

## Descrição
Estes beija-flores se encontram entre as menores espécies, embora não de maneira tão significante como o beija-flor-abelha, apresentando uma variação de comprimento que acontece desde os seis aos 8.5 centímetros, com bicos pretos curtos e ligeiramente curvados. Os machos, comumente, possuem plumagem majoritariamente esverdeada com marcas bronzeadas e o abdômen esbranquiçado, se diferenciando das fêmeas por suas plumas iridescentes e coloridas na garganta. Exclusivamente por esse aspecto do dimorfismo sexual, suas fêmeas e machos são muito similares visualmente, embora se diferenciem ainda pelo comprimento e no peso. A cauda, normalmente, apresenta um formato arredondado com suas pontas escuras. Pouco se sabe sobre a fenologia reprodutiva deste gênero, com alguns ninhos, de formato cônico e similar ao de um copo, constituído por fibras naturais, líquen e folhas. O alimento do gênero é o néctar, retirado de uma variedade de flores pequenas. Como outros beija-flores, as estrelinhas também se alimentam de alguns pequenos insetos como fonte essencial de proteína, que são caçados enquanto voam.

## Distribuição e habitat
Chaetocercus apresenta distribuição geográfica exclusiva do continente sul-americano na região das florestas tropicais pluviais da Amazônia e ainda nas vegetações de maior altitude, como nos páramos e nas florestas nubladas e caducifólias. Pode ser encontrada desde a Venezuela  seguindo à Colômbia, Equador, Bolívia, Peru e no arquipélago de Trinidad e Tobago, com algumas espécies sendo endêmicas, com a maioria de suas espécies se distribuindo na encosta pacífica, no extremo-oeste da América do Sul. Os estrelinhas-de-esmeraldas (C. berlespchi), por exemplo, são encontrados em florestas decíduas e sempre-verdes, muitas vezes com seu habitat sendo destruído pelo deflorestamento. E, ainda, se encontram distribuídos pela Cordilheira dos Andes, em altitudes entre 900 e 3500 metros acima do nível do mar. Outro exemplo se dá pela estrelinha-de-santa-marta, uma das estrelinhas endêmicas, se distribui exclusivamente na Sierra Nevada de Santa Marta. Estes beija-flores se alimentam principalmente das flores das árvores do gênero Inga e são geralmente submissos às outras espécies, pois não são vistos defendendo territórios de alimentação.

## Sistemática
Originalmente um gênero monotípico, foi introduzido primeiramente em 1855, pelo zoólogo inglês George Robert Gray, um pesquisador notório por descrições de beija-flores e besouros, para classificar a espécie Chaetocercus jourdanii. Enquanto cinco outras espécies se encontravam dentro do gênero Acestrura, descrito pelo influente ornitólogo John Gould, dessa vez em 1861. Em 1999, Karl-L. Schuchmann, notou que não se apresentaram nenhuma diferença externa na morfologia das aves de Acestrura e Chaetocercus e publicou os resultados no Handbook of the Birds of the World, afirmando que não há nenhuma razão para tratá-los em gêneros separados. Em ordem, suas espécies foram inicialmente descritas em 1839, pelo ornitólogo francês Jules Bourcier, com a descrição de Ornismya jourdanii e, subsequentemente, em 1840, com a descrição de Chaetocercus heliodor. O mesmo pesquisador descreveria Chaetocercus mulsant três anos depois. Em 1871, seria descrita mais uma espécie, Chaetocercus bombus, novamente por John Gould. Alguns anos depois, Eugène Simon descreveria a espécie Chaetocercus berlepschi, no ano de 1889. Por último, dessa vez em 1899, outra espécie seria descrita por Outram Bangs, sendo essa Chaetocercus astreans. Grande parte das espécies é monotípica.

### Espécies[2][3]
- Chaetocercus mulsant (Bourcier, 1843), estrelinha-de-barriga-branca — pode ser encontrado nos Andes da Colômbia ao oeste da Bolívia, em Cochabamba
- Chaetocercus bombus (Gould, 1871), estrelinha-abelhão — pode ser encontrado nos Andes do extremo sudoeste da Colômbia, em Nariño, ao oeste do Peru
- Chaetocercus heliodor (Bourcier, 1840), estrelinha-de-gargantilha — pode ser encontrado nos Andes da Colômbia e Equador
  - Chaetocercus heliodor heliodor (Bourcier, 1840) — pode ser encontrado nos Andes da Colômbia e oeste do Equador
  - Chaetocercus heliodor cleavesi (Moore, 1934) — pode ser encontrado nos Andes do nordeste do Equador
- Chaetocercus astreans (Bangs, 1899), estrelinha-de-santa-marta — pode ser encontrado nas montanhas de Santa Marta, ao nordeste da Colômbia
- Chaetocercus berlepschi (Simon, 1889), estrelinha-de-esmeraldas — pode ser encontrado nas planícies de Esmeraldas, Manabí e Guayas, ao oeste equatoriano
- Chaetocercus jourdanii (Bourcier, 1839), estrelinha-de-ráquis-ruivas — pode ser encontrado nas montanhas venezuelanas aos andes colombianos
  - Chaetocercus jourdanii jourdanii (Bourcier, 1839) — pode ser encontrado nas montanhas do nordeste da Venezuela, em Cumaná, e Trinidad
  - Chaetocercus jourdanii rosae (Bourcier e Mulsant, 1846) — pode ser encontrado nas montanhas do norte da Venezuela, em Zulia to Distrito Federal
  - Chaetocercus jourdanii andinus (Phelps, Sr. e Phelps, Jr., 1949) — pode ser encontrado nos Andes do nordeste da Colômbia ao oeste da Venezuela, desde Lara até Táchira